# Min Barndom i helvede
|  | Denne artikel er oprettet af botten PalnaBot ud fra en ekstern database. Den kan derfor have sproglige fejl eller mangler. Denne skabelon kan fjernes efter kontrol af indholdet. |

Min Barndom i helvede er en film instrueret af Mette Korsgaard.

## Handling
Svigt, vold og seksuelle krænkelser var hverdag i Lisbeth Zornig Andersens opvækst. Hun har brudt med sin baggrunds mønster og er i dag formand for Børnerådet. Nu opsøger hun sin fortid og dem, der lod det ske. Men rejsen til bunden af Danmark er sværere end forventet og tvinger hende til konfrontation med selv sine allernærmeste.